# Max Burda
Max Burda – ostatni nadburmistrz Raciborza, sprawował urząd w latach 1933–1945.
Max Burda w październiku 1933 roku został nadburmistrzem Raciborza. W 1934 roku zajął mieszkanie służbowe, w którym mieszkał Hans Piontek, tzw. Willę Piontek. Podczas jego urzędowania miasto nazywano Burda-Pest, nawiązując do stolicy Węgier, gdzie Pest oznaczało zarazę. Max Burda opuścił miasto w 1945 roku tuż przed wkroczeniem do niego Armii Czerwonej.